# Rugby-Union-Afrikameisterschaft 2010
Die Rugby-Union-Afrikameisterschaft 2010 (englisch 2010 Rugby Africa Cup, französisch Coupe d’Afrique de rugby à XV 2010) der Division 1 war die zehnte Ausgabe der afrikanischen Kontinentalmeisterschaft in der Sportart Rugby Union. Der Wettbewerb wurde in Erwartung der Teilnahme von zwölf Nationalmannschaften organisiert, die in drei Gruppen aufgeteilt waren. Drei von vier Teilnehmern der Gruppe B zogen sich jedoch vor Turnierbeginn aufgrund von Streitigkeiten mit dem Kontinentalverband um die Entschädigung der Reisekosten zurück, nur die Spiele der Gruppen A und C wurden ausgetragen. Nachdem der marokkanische Verband die vorgesehene Ausrichtung des Finals verweigerte, konnte das Turnier nicht beendet werden und es wurde kein Afrikameister ermittelt.
Parallel dazu fanden die Turniere der zweiten und dritten Division statt.

## Division 1

### Gruppenphase

#### Gruppe A
Halbfinale
| 15. Juni 2010 | Marokko | 60 : 3 | Elfenbeinküste | Stade El Menzah, Tunis |
| 15. Juni 2010 |         |        |                | Stade El Menzah, Tunis |

| 15. Juni 2010 | Tunesien | 12 : 11 | Senegal | Stade El Menzah, Tunis |
| 15. Juni 2010 |          |         |         | Stade El Menzah, Tunis |

Spiel um Platz 3
| 19. Juni 2010 | Senegal | 21 : 6 | Elfenbeinküste | Stade El Menzah, Tunis |
| 19. Juni 2010 |         |        |                | Stade El Menzah, Tunis |

Finale
| 19. Juni 2010 | Tunesien | 6 : 29 | Marokko | Stade El Menzah, Tunis |
| 19. Juni 2010 |          |        |         | Stade El Menzah, Tunis |

#### Gruppe B
Durch den Rückzug von Kenia, Namibia und Uganda blieb nur noch Gastgeber Kamerun übrig, das in Yaoundé vorgesehene Turnier entfiel.

#### Gruppe C
Halbfinale
| 30. Juni 2010 | Botswana | 10 : 87 | Simbabwe | Hartsfield, Bulawayo |
| 30. Juni 2010 |          |         |          | Hartsfield, Bulawayo |

| 30. Juni 2010 | Madagaskar | 36 : 18 | Sambia | Hartsfield, Bulawayo |
| 30. Juni 2010 |            |         |        | Hartsfield, Bulawayo |

Spiel um Platz 3
| 3. Juli 2010 | Botswana | 14 : 27 | Sambia | Hartsfield, Bulawayo |
| 3. Juli 2010 |          |         |        | Hartsfield, Bulawayo |

Finale
| 3. Juli 2010 | Simbabwe | 28 : 22 | Madagaskar | Hartsfield, Bulawayo |
| 3. Juli 2010 |          |         |            | Hartsfield, Bulawayo |

### Finalphase
Die Finalrunde hätte ursprünglich im November in Marokko stattfinden sollen. Nach dem Rückzug des marokkanischen Verbandes bot sich Madagaskar als Gastgeber an, doch der Kontinentalverband wies das Angebot zurück und brach das Turnier ab.

## Division 2 (Africa Trophy)

### Nordzone
Erste Runde
| 17. Juli 2010 | Niger | 23 : 6 | DR Kongo | Stade Général Seyni-Kountché, Niamey |
| 17. Juli 2010 |       |        |          | Stade Général Seyni-Kountché, Niamey |

| 17. Juli 2010 | Mali | 20 : 3 | Burkina Faso | Stade Général Seyni-Kountché, Niamey |
| 17. Juli 2010 |      |        |              | Stade Général Seyni-Kountché, Niamey |

| 18. Juli 2010 | Ghana | 31 : 0 | Benin | Stade Général Seyni-Kountché, Niamey |
| 18. Juli 2010 |       |        |       | Stade Général Seyni-Kountché, Niamey |

| 18. Juli 2010 | Senegal | 65 : 0 | Togo | Stade Général Seyni-Kountché, Niamey |
| 18. Juli 2010 |         |        |      | Stade Général Seyni-Kountché, Niamey |

Platzierungsspiele 5–8
| 20. Juli 2010 | Burkina Faso | 21 : 0 | DR Kongo | Stade Général Seyni-Kountché, Niamey |
| 20. Juli 2010 |              |        |          | Stade Général Seyni-Kountché, Niamey |

| 20. Juli 2010 | Togo | 12 : 5 | Benin | Stade Général Seyni-Kountché, Niamey |
| 20. Juli 2010 |      |        |       | Stade Général Seyni-Kountché, Niamey |

Halbfinale
| 21. Juli 2010 | Niger | 6 : 3 | Mali | Stade Général Seyni-Kountché, Niamey |
| 21. Juli 2010 |       |       |      | Stade Général Seyni-Kountché, Niamey |

| 21. Juli 2010 | Senegal | 30 : 0 | Ghana | Stade Général Seyni-Kountché, Niamey |
| 21. Juli 2010 |         |        |       | Stade Général Seyni-Kountché, Niamey |

Spiel um Platz 7
| 24. Juli 2010 | DR Kongo | 53 : 17 | Benin | Stade Général Seyni-Kountché, Niamey |
| 24. Juli 2010 |          |         |       | Stade Général Seyni-Kountché, Niamey |

Spiel um Platz 5
| 24. Juli 2010 | Burkina Faso | 17 : 0 | Togo | Stade Général Seyni-Kountché, Niamey |
| 24. Juli 2010 |              |        |      | Stade Général Seyni-Kountché, Niamey |

Spiel um Platz 3
| 24. Juli 2010 | Mali | 17 : 8 | Ghana | Stade Général Seyni-Kountché, Niamey |
| 24. Juli 2010 |      |        |       | Stade Général Seyni-Kountché, Niamey |

Finale
| 24. Juli 2010 | Senegal | 13 : 6 | Niger | Stade Général Seyni-Kountché, Niamey |
| 24. Juli 2010 |         |        |       | Stade Général Seyni-Kountché, Niamey |

### Zentralzone
| 24. November 2010 | Ruanda | 39 : 13 | Burundi | Kigali |
| 24. November 2010 |        |         |         | Kigali |

| 26. November 2010 | Ruanda | 19 : 6 | Burundi | Kigali |
| 26. November 2010 |        |        |         | Kigali |

### Südzone
Halbfinale
| 16. Juni 2010 | Kenia | 27 : 3 | Mauritius | Arusha |
| 16. Juni 2010 |       |        |           | Arusha |

| 16. Juni 2010 | Uganda | 39 : 3 | Tansania | Arusha |
| 16. Juni 2010 |        |        |          | Arusha |

Spiel um Platz 3
| 19. Juni 2010 | Mauritius | 21 : 13 | Tansania | Arusha |
| 19. Juni 2010 |           |         |          | Arusha |

Finale
| 19. Juni 2010 | Kenia | 27 : 13 | Uganda | Arusha |
| 19. Juni 2010 |       |         |        | Arusha |

## Division 3 (CAR Development)
Halbfinale
| 26. Oktober 2010 | Algerien | 50 : 0 | Libyen | American University in Cairo, Kairo |
| 26. Oktober 2010 |          |        |        | American University in Cairo, Kairo |

| 26. Oktober 2010 | Ägypten | 10 : 5 | Mauretanien | American University in Cairo, Kairo |
| 26. Oktober 2010 |         |        |             | American University in Cairo, Kairo |

Spiel um Platz 3
| 29. Oktober 2010 | Libyen | 5 : 10 | Mauretanien | American University in Cairo, Kairo |
| 29. Oktober 2010 |        |        |             | American University in Cairo, Kairo |

Finale
| 29. Oktober 2010 | Algerien | 50 : 0 | Ägypten | American University in Cairo, Kairo |
| 29. Oktober 2010 |          |        |         | American University in Cairo, Kairo |